# 大輪教授
大輪教授（おおわきょうじゅ、1975年5月21日 - ）は、かつてケイダッシュステージで活動していた日本のお笑い芸人。R-1ぐらんぷり2007ファイナリスト。本名、大輪 貴史（おおわ たかふみ）。現在は構成作家として活動している。

## 概要
- 埼玉県久喜市出身。埼玉県立春日部東高等学校・専門学校東京アナウンス学院卒業。
- 養成所時代は中村至誠（現・放送作家）とコンビ「チャックリン」として活動。その後ピン芸人「おおわ貴史」として活動[1]。
- 1999年に鈴木達也とお笑いコンビ「粋なり」を結成したが2003年に解散し、ピン芸人に再び転向。解散時に事務所の社長から理屈っぽいから教授キャラでネタを行おうとアドバイスを受け、ホワイトボードを買ってもらいパーマをあてた[2]。
- 「教授」という名前から、ある都道府県から講演会を依頼され、実際に行ったことがある。テーマは、「笑って学ぶ悪質商法」。しかしこの講演会で最後に大輪が「自分が本物の教授だと思いますか？」という質問を投げかけたところ、出席者のほとんどが手を挙げたため「どっちが詐欺師なんだろう」と思ったとのこと。
- 大学教授や数学教育関係者との親交も深く、数学教育者の勉強会などでネタを披露することもある。2010年8月には「東アジア数学教育国際会議」にて、多数の外国人数学関係者の前でネタを披露（英語同時通訳あり）[3]。
- 同じ事務所所属のHi-Hiとともに「エリーゼのくせにGT」というトークライブを2006年から不定期に開催している[4]。
- 高校時代はハンドボール部に所属しキーパーを担当していた[5]。ハンド部の仲間とは今も年に2から3回飲み会を開いている。
- 雑誌「TOKYO1週間」の企画でM-1グランプリ2007にいとうあさこと「いとう★教授」として出場し、三回戦まで進出した[6]。
- 2008年2月16日に入籍した。妻ははなわのアナウンス学院時代の同期[7]。
- 同事務所の芸人からは「ケイダッシュの良心」と呼ばれることがある。
- ファンへの対応がまじめで丁寧であり、共演者から「いいひとー」と賛辞を浴びることもある。
- GyaOジョッキー共演者の蒼井そらに「ガリ豚野郎」と罵られることがこの上ない喜びである。
- 2009年の年賀状をポストから盗まれた。自身を狙った犯行で有名になったと喜んでいたが、後に大家から大輪教授だけを狙ったわけではなく、マンションごと襲われたと聞いた時にはショックだったと語っている。
- 「大輪教授を尊敬してますと口に出して言う会」というのを開いて、後輩に自分を尊敬させている[8]。
- 自身のブログでは、エッセイ漫画を執筆している。
- ミニ四駆が趣味のひとつ[9]。趣味が高じて自らイベントを開催したり、インターネット放送などでたびたび番組を企画している[10]。そのなかのGyaO番組内では、タミヤのミニ四駆イベントパーソナリティ兼プロモーション担当「MCガッツ」に勝利している。
- クイズに造詣が深く、「若手芸人雑学王決定戦」では130人中5位。「クイズ$ミリオネア」で同じ事務所のタレントが挑戦する際は、必ずと言っていいほどテレフォンブレーンとして待機している[11]。
- 2009年3月14日、「円周率の日」にちなんだ人物として、朝日新聞（夕刊）の一面を飾っている。
- あっ!とおどろく放送局発アイドルユニット「Teach!」、「@roiD」のプロデューサーである[12]。
- 2010年度『第8回アニマックス大賞』のシナリオ部門に､「そえじまてっぱん」のペンネームで、自作の「地域密着!!凱天翔」で応募。大賞を獲得した[13]。
- ニコジョッキー「若手ベテラン会」にて2014年4月29日の「雑音フェティッシュ」（げんしじん事務所主催）で、芸人を引退し構成作家に転向することを発表[14]。
- 引退した後にも、リニューアルした事務所ライブ『ケイダッシュライブブレイク』に「このライブは私の革命によって起こした」として、『フィクサー・大輪凶呪（おおわきょうじゅ）』として2014年6月5日の同ライブに登場し、「このライブは私が今日から1年間仕切る」とも宣言した[15]。
- 引退後は構成作家業の傍ら、プロダクション人力舎の養成所スクールJCAの講師もしている[16]。

## 芸風
- 白衣やスーツを着用し、大学の講義のようにホワイトボードに「バカデミック数学（主に素因数分解）」を展開していくというのが芸風である[17]。過去に一度だけ黒板でネタをしたことがあるが、本人はホワイトボードの方を好んだ。なおホワイトボードは組み立て式で、自分で持ち歩いている[18]。
- ネタの始めに｢インテリ馬鹿一代、大輪教授です 教授なので気軽にキョンキョンと読んで下さい｣と挨拶する。ネタの締めは「これが解れば全員百点、以上!」[19]。
- ネタ中は3本のホワイトボードマーカーをポケットに用意していて、インクが薄くなるとさりげなく交換している。また、ホワイトボードがいっぱいになると黒板消しで乱雑に消す。この際「消す係はいないのか！？」「教授に助手を付けろ！」と叫ぶこともある。
- ネタの数学原理が分からない人の為に「うんこちゃん」という手足と顔がある排泄物の落書きを1、2匹描くことが多々あった。
- 滅多に見られないが、一発ギャグを行うこともある。R-1ぐらんぷり決勝戦にて最下位敗退した後のライブでは、痛烈な自虐ネタを披露した。
- 事務所内ではベテランにあたり、代打で初出演した番組などもそつなくMCをこなす。視聴者からは「教授がいると番組がまとまる」との声が寄せられた。
- 数学ネタでないフリップを使った漫談をする事もあった。（あるなしクイズ、陣形など）
- 最後の出演ライブでは「円周率、すうじのうた、素因数分解」のネタを披露。エンディングではいとうあさこ、藤井ペイジ、与座よしあき、キャプテン渡辺が駆け付けた。

## 単独ゼミ
他の芸人で言うところの「単独ライブ」は、「単独ゼミ」と称する。学力テストや、クイズなどで観客に参加させることが多い。
- 「ビブンセキブンイイキブン」（Studio twl、2004年）
国語/数学/理科/社会/英語/機動戦士ガンダム
- 「ヒトナミニオゴレナイケド」（笹塚ファクトリー、2007年）
国語/数学/理科/社会　また、映像ではプロポーズの模様も公開している。
- 「フジサンロクオーワナク」（恵比寿・エコー劇場、2008年）
数学史に基づき、30人の歴史上の数学者を解説。
- 「マテマティカ・バスター」（恵比寿・エコー劇場、2009年）
行方不明の大輪教授を「江戸川コナン（名探偵コナン）」「湯川学（ガリレオ）」「金田一耕助」「エルシャール・レイトン（レイトン教授）」に扮した大輪教授が探す。
- 「大輪教授単独ゼミ vol.恒河沙」（恵比寿・エコー劇場、2011年7月20日）
UFOにさらわれた大輪教授が、世界各国の数学を宇宙人に教えていく。
- 「大輪教授単独ゼミ vol.阿僧祇」（恵比寿・エコー劇場、2012年8月30日）
開始直後に、観客に全12問のクイズを出題。その答え合わせでライブが進行していく。

## 出演作品

### TV
- 爆笑オンエアバトル（NHK）戦績8勝5敗 最高513KB

粋なり時代にも出場しオンエアを勝ち取っている（戦績7勝8敗 最高485KB）、コンビ時代ではオーバー500およびトップ通過を達成することが出来ずチャンピオン大会にも出場できなかった。またコンビ時代はオーバー500を除いて100KB〜400KB台は全て経験していたがピンで当番組に出場して以降は100KB台は1度も経験していない。
- 第9回チャンピオン大会 セミファイナル9位敗退

- R-1ぐらんぷり（関西テレビ）第1回 - 第4回、第6回準決勝敗退。第5回は念願の決勝に進出。結果は第8位。
- 爆笑ホワイトカーペット（フジテレビ）キャッチコピーは「解きます笑いの方程式」
- 爆笑レッドカーペット （フジテレビ）キャッチコピーは「解きます笑いの方程式」
- 森田一義アワー 笑っていいとも!（フジテレビ）
- 王様のブランチ（TBS）
- E娘!（TBS）
- 笑撃60!（TBS）
- 近未来予報ツギクル（フジテレビ、2009年2月5日、2月12日）「ツギクル教授」として
- 夜明けのマルシェ（日本テレビ）
- ギャルサー （日本テレビ）
- あらびき団 （TBS）
- スクール革命!（日本テレビ）
- お台場冒険王（フジテレビ）
- Dの嵐!（日本テレビ）
- これが日本のベスト（テレビ朝日）
- ゼベック・オンライン（TOKYO MX、2005年2月28日）
- 学ドリ〜ガクエン・オブ・ドリームス〜（tvk、2008年4月 - 9月）
- キャラ☆キング（TOKYO MX・tvkなど）「ヘヴィメタ先生」として
- お笑いネクストブレーカー（BSフジ）
- 東京金歯（BSフジ）
- ニコニコ笑い汁（MONDO21）
- ウケウリ!!（日本テレビ）
- 全種類。（TBSテレビ、2010年5月20日）- 「女の子でも笑える下ネタ仕分け」
- 不可思議探偵団（日本テレビ）
- 高校講座ベーシック10シーズン2（NHK教育）
- 高校講座ベーシック10シーズン2　サマースクール（NHK教育）
- 高校講座ベーシック10シーズン3（NHK教育）
- ストレート3（フジテレビ）
- 高校講座 チョー基礎から始めよう!ベーシック数学（NHK教育、2011年4月18日 - ）
- ピラメキーノ（テレビ東京）
- 夜遊び三姉妹（日本テレビ）
- しか〜も!!（日本テレビ）
- ワラッタメ天国（フジテレビ）キャッチコピーは「死神ゼミナール」
- ZIP!（日本テレビ）
- おはスタ（テレビ東京、2013年11月5日） - 「ひなこ姫を起こせ!」

### インターネットTV
- 見たい!番組研究所　レギュラー（あっ!とおどろく放送局、2005年10月-2009年6月28日）
- タケミネット（あっ!とおどろく放送局）
- はなわのアゲたい盛り!　レギュラー（GyaO）
- 由佳タンの課外授業　レギュラー（Speed Jax）
- 笑ってポン! 〜君たち、見ないとアレするよ! 〜（GyaOジョッキー）
- ケイダッシュステーション、ブレイクは突然に!（GyaOジョッキー）
- そらを見なきゃ困るよ! （GyaOジョッキー） 共演:蒼井そら
- 見たい!出たい!作りたい!　レギュラー（あっ!とおどろく放送局、2009年7月4日-2011年3月26日）
- 土カティーン（あっ!とおどろく放送局、2009年10月3日）
- イケ☆フラＴＶ　レギュラー（イケ☆スタ、2009年11月20日-）
- あっ!と生忘年会2009（あっ!とおどろく放送局、2009年12月22日）
- 地球はともだち 〜AKIBA（秋葉原）48時間生放送!!〜（あっ!とおどろく放送局、2010年10月3日）
- 第1回AKIBA萌キュングランプリ2010（あっ!とおどろく放送局、2010年11月20日、12月4日）
- あっ!と生忘年会2010（あっ!とおどろく放送局、2010年12月22日）
- 一緒に食べよ♪（土曜）（あっ!とおどろく放送局、2011年1月22日ほか）短時間出演
- AKIBA18エンタメTV（あっ!とおどろく放送局、2011年4月14日）
- ケイダッシュステージの殴るなら殴れ!!（2011年7月20日開始、ニコジョッキー）
- Rika's Music Laboratory　（ODAIBA TV）
- アイテムThursday　レギュラー（バンダイナムコライブTV、2011年10月13日-）
- ニコニコショッピング（ニコニコ生放送）
- 渋スタお笑いライブ（ニコニコ生放送）
- 若手ベテラン会　（特番2011年10月21日、2012年5月18日開始ー、ニコジョッキー）月1、くじら (タレント)、スパローズ、藤井ペイジ

### CM
- 朝日ソーラー（1996年）
- NTTドコモショートメール編（1998年）

### ラジオ
- 大輪教授のオールナイトニッポン（ニッポン放送、2005年8月13日）
- レコメン!（文化放送）
- 吉田照美のやる気MANMAN!（文化放送）
- フリートーカージャック（ラジオ日本）
- おはよう!スプーン（ラジオ日本）

### 映画
- 「交渉人真下正義」
- 「いぬばか」

### 書籍
- 「ウケる数学!」大輪教授×飯高茂（メディアファクトリー　ナレッジエンタ読本11　2008年7月）
- 「お笑い式　やり直し数学」（メディアファクトリー新書）

### 舞台
- 「ヤマザキ」（2003年4月18日 - 20日、東京芸術劇場）